# Il boss e la matricola
Il boss e la matricola (The Freshman) è un film del 1990 diretto da Andrew Bergman, con Marlon Brando e Matthew Broderick.

## Trama
Clark Kellogg, un ingenuo e provinciale ragazzo del Vermont, arriva a New York per frequentare la scuola di cinema, ma – appena sceso dal treno – è subito derubato di soldi e bagaglio da un sedicente tassista, Victor Ray. Per caso in seguito incontra di nuovo il ladro e cerca di farsi restituire il maltolto, che nel frattempo era stato speso; Victor allora offre a Clark l'aiuto dello zio, Carmine Sabatini, una sorta di boss di quartiere soprannominato Jimmy il Tucano, straordinariamente simile nei modi e nell'aspetto al don Vito Corleone de Il padrino.
Carmine, con modi ora paterni e affettuosi, ora autoritari, offre molto denaro a Clark per ritirare all'aeroporto un grosso e importante "pacco", da trasportare a casa sua. Il pacco è in realtà un lucertolone indonesiano, il drago di Komodo (specie in via di estinzione). Nel frattempo, il giovane studente di cinema conosce la figlia di Carmine Sabatini, Tina, die schoene Tina, una bella ragazza che gli fa comprendere che il padre è un boss mafioso, ma di buoni sentimenti. Clark scopre anche che il drago di Komodo è destinato ad essere mangiato in un banchetto per miliardari gourmet, cucinato dal grande e inquietante chef Larry London.
Clark vorrebbe sfuggire alla situazione, ma appena si rivolge a Carmine quest'ultimo gli regala una nuova macchina e gli dà il bacio sulla bocca, simbolo che Clark è divenuto a tutti gli effetti membro della sua famiglia. Carmine inoltre offre sua figlia in sposa al ragazzo, il quale viene avvicinato da due poliziotti che gli intimano di collaborare con loro per incastrare Carmine oppure di passare il resto della vita in galera. Il ragazzo non sa cosa fare, e Carmine capendo che qualcosa lo preoccupa gli fa visita alla scuola dove soggiorna per ricordargli di non avere segreti con lui. Clark rivela così al boss quello che gli hanno chiesto di fare, e Carmine gli fa comprendere a sua volta che i due poliziotti sono in realtà due agenti corrotti che ruberanno i proventi benefici del drago di Komodo per poi lasciarlo a mani vuote.
Alla cena quando il drago di Komodo viene rivelato Clark fa un segnale ai due poliziotti, che intervengono. Carmine estrae allora una pistola e inizia una colluttazione, al termine della quale viene apparentemente colpito a morte. I due poliziotti se ne vanno con i proventi ma vengono subito fermati da agenti dell'FBI che li arrestano. Carmine si rialza in quanto aveva soltanto finto la sua morte e Larry London rivela che in realtà ad essere mangiato dai commensali non sarà il drago di Komodo ma, a loro insaputa, un piatto a base di pesce balestra e tacchino affumicato, specie non a rischio di estinzione. Le cene a base di animali esotici infatti sono solo un trucco di Carmine per spillare soldi ai ricchi e nessuna specie a rischio viene effettivamente mangiata. Il piano riesce e Carmine ora è felice di aver trovato un nuovo figlioccio e forse futuro sposo della figlia.